# Плаский монастырь
Плаский монастырь или Монастырь Пласи (чеш. Klášter Plasy) — цистерцианский монастырь в городе Пласи округа Пльзень-север Пльзенского края. Национальный памятник культуры Чехии. 

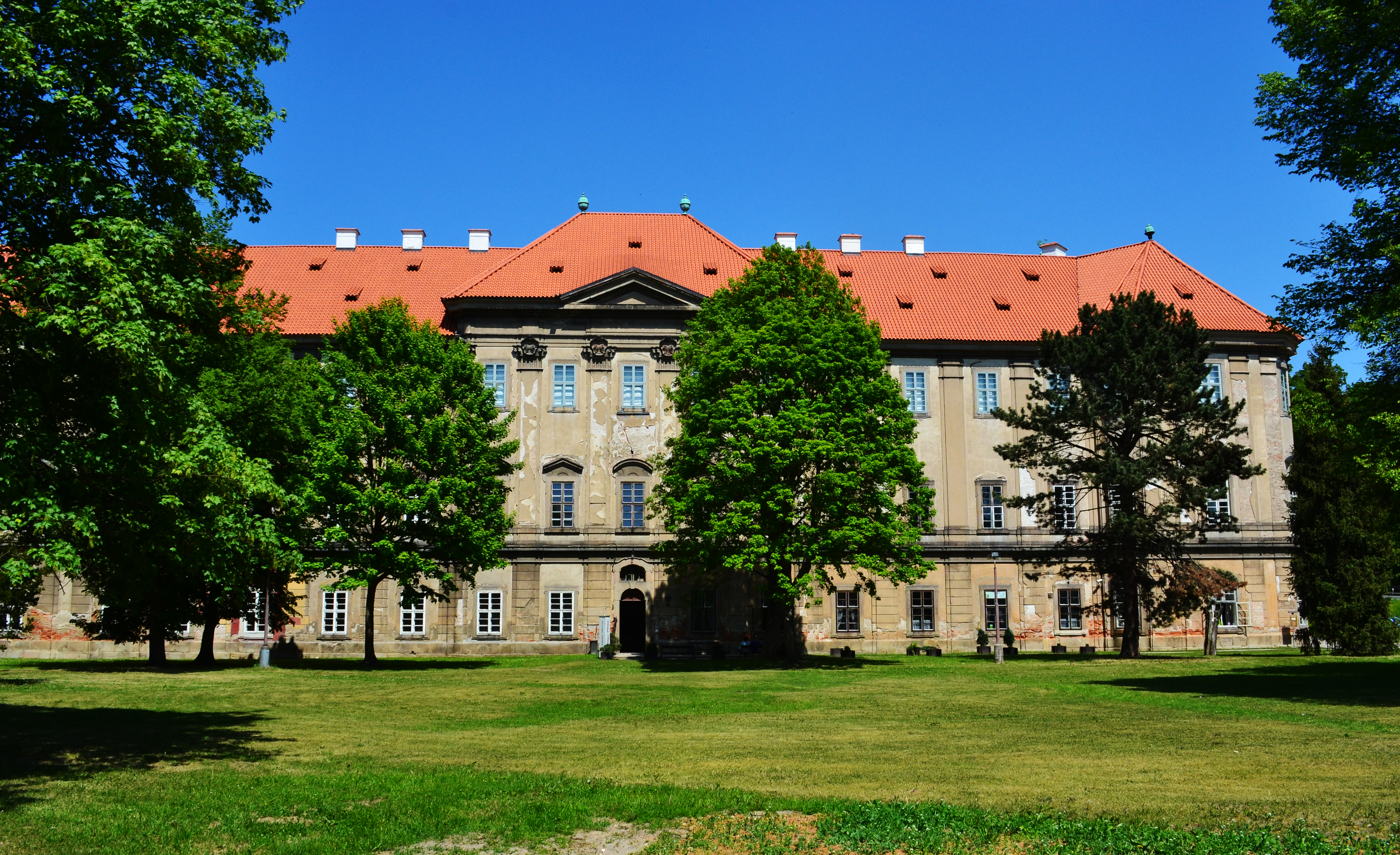
Здание Конвента монастыря

## История
Монастырь был заложен чешским князем Владиславом II и его женой Гертрудой Бабенбергской в болотистой долине у поймы реки Стршелы на месте современного центра города Пласи. Учредительная грамота была выдана князем в 1144 году. В апреле 1145 года в монастыре была основана цистерцианская община из девяти монахов, пришедших из Лангхеймского монастыря (Лихтенфельс). Владислав II пожаловал монахам княжеский двор в Пласах с близлежащими деревнями Казнеёв, Горни Сехутице, Вражне и Набржезини, а епископ Праги Ота (1140—1148) дал им ещё пять деревень. Князь Собеслав II в 1175 году пожаловал Пласкому монастырю два повята, а в 1184 году монастырь выменял у при князя Бедржиха подворья Кочин и Дольни Сехутице на деревню Тушков.
Монастырь быстро развивался, приобретая различными способами всё новые и новые земельные владения в своей округе. На приобретённых землях монастырь развернул широкое строительство хозяйственных построек. Кроме того, аббат монастыря Иво Лангхеймский (1145—1169) в 1154 году заложил монастырский костёл Взятия на небо Девы Марии — каменную базилику в романском стиле — который в 1204 году был освящён епископом Оломоуца Робертом (1201—1240).
9 ноября 1785 года монастырь среди многих других был ликвидирован по указанию императора Иосифа II. 
Комплекс монастыря стал резиденцией канцлера Меттерниха и его семьи, которые также соорудили в нём свою усыпальницу.

## Аббаты монастыря
- 1145—1145 гг. Конрад I Лангхеймский
- 1145—1169 гг. Иво Лангхеймский (упоминается в документах 1154—1169 годов)
- 1169—1190 гг. Мейнхер I
- 1190/1—1193/4 гг. Мейнготт
- 1193/4—1204 гг. Альберт I
- 1204—1214 гг. Мейнхер II (упоминается в документах 1204—1205 годов)
- 1214—1218/9 гг. Альберт II
- 1218/9—1223 гг. Йиндржих I (упоминается в документах 1219 года)
- 1223—1232 гг. Сигберт (упоминается в документах 1228 года)
- 1232—1257/60 гг. Йиндржих II (упоминается в документах 1232—1257 годов)
- 1260/9—1285/6 гг. Герхард (упоминается в документах 1269—1285 годов)
- 1286/7—1300 гг. Йиндржих III (упоминается в документах 1287—1300 годов)
- 1301—1302 гг. Бартоломей (упоминается в документах 1301 года, ранее аббат Златекорунского монастыря)